# Daniele Delli Carri
Daniele Delli Carri (Foggia, 18 settembre 1971) è un dirigente sportivo ed ex calciatore italiano, di ruolo difensore.

## Biografia
È padre di Filippo, anch'egli calciatore di ruolo difensore centrale.

## Carriera

### Giocatore

#### Club
Esordisce nella stagione 1988-1989 con il Bisceglie (in C2) dove rimane per due stagioni e mezzo collezionando 17 presenze e un gol. Nell'autunno del 1990 viene acquistato dal Torino per 200 milioni, senza ottenere presenze. Nella stagione 1991/92 passa in prestito alla Lucchese in Serie B, giocando 18 partite.
Rientrato a Torino, viene nuovamente girato alla Lucchese, dove gioca da titolare totalizzando 31 presenze. Richiamato dalla società granata, esordisce in Serie A nella stagione 1993-1994 l'8 novembre 1993 nello 0-0 esterno contro il Napoli. A fine stagione le presenze sono in tutto 6.
Nella stagione successiva passa al Genoa, sempre in Serie A, alle dipendenze di Franco Scoglio che lo aveva già allenato a Lucca. Con la maglia del Grifone gioca 21 partite segnando un gol; si ripete nella stagione 1995-1996, questa volta tra i cadetti, con altre 21 presenze e un gol, e conquista la Coppa Anglo-Italiana disputando la finale contro il Port Vale. Resta in rossoblu anche per la stagione 1996-1997 totalizzando una sola presenza prima di tornare, in settembre, in Serie A al Piacenza, dove totalizza 20 presenze con un gol. A Piacenza resta per altri quattro anni, totalizzando in tutto 94 presenze e 3 gol.
Nell'ottobre del 2000 torna al Torino in cambio di Roberto Maltagliati, dove rimane per tre stagioni da titolare con 86 presenze e 2 reti, conquistando la promozione al termine del campionato di Serie B 2000-2001. Svincolatosi dai granata al termine della stagione 2002-2003, si trasferisce al neopromosso Siena (15 presenze) e da gennaio alla Fiorentina in Serie B dove gioca 15 volte e realizza un gol. Con i viola ottiene la promozione in Serie A, dove totalizza 21 presenze, prima di essere ceduto al Pescara in Serie B e totalizza 59 presenze con 2 gol tra il 2005 e il 2007. La stagione 2006-2007 è l'ultima in Serie B, come capitano degli abruzzesi allenati da Davide Ballardini e in seguito da Aldo Ammazzalorso e Gigi De Rosa, che non evitano la retrocessione in Serie C1.
Nel 2007 si trasferisce in Serie C1 al Foggia, dove colleziona 5 presenze nella prima parte della stagione 2007-2008; nel gennaio 2008 rescinde il contratto per trasferirsi al Lanciano, dove conclude la carriera agonistica.

#### Nazionale
Ha fatto parte della Nazionale di calcio italiana Under 21 sotto la guida di Cesare Maldini, totalizzando 8 presenze e 2 reti con la maglia azzurra. Ha fatto parte della Nazionale campione d'Europa nel biennio 1992-1994.

### Dirigente
Nel 2008 assume per una stagione la carica di direttore sportivo della Renato Curi Angolana, squadra di Serie D. Nel 2010 diventa direttore sportivo del Pescara, incarico che ricopre fino a maggio 2013, quando viene sostituito da Giorgio Repetto. A partire dal luglio dello stesso anno ricopre il medesimo incarico nel Genoa, fino all'inizio di ottobre, quando viene rimosso dal ruolo contestualmente all'esonero di Fabio Liverani.
Il 6 gennaio 2015 è ingaggiato come direttore sportivo del Catania. Il 26 maggio seguente rescinde il contratto che lo legava alla società siciliana.
Il 23 giugno viene arrestato e posto agli arresti domiciliari, insieme ad altri dirigenti del club etneo (tra cui il presidente Antonino Pulvirenti e l'ad Pablo Cosentino) con l'accusa di aver comprato alcune partite del campionato di Serie B 2014-2015 per evitare la retrocessione del club in Lega Pro.
In attesa del processo, il 29 luglio la sua posizione viene stralciata perché verrà giudicata dopo quella del club etneo e del suo presidente Pulvirenti.
Il 15 febbraio 2016, per l'inchiesta "I treni del gol" viene condannato a quattro anni di squalifica e al pagamento di un'ammenda di 80.000 euro. Il 6 luglio 2020 la FIGC accetta la richiesta di grazia di Delli Carri, facendo terminare la squalifica con quattro mesi di anticipo.
Dal 2022 al 2024 è stato direttore sportivo del Pescara. 
Il 27 novembre 2024 viene nominato nuovo direttore sportivo della Triestina con un contratto fino al termine della stagione.L'11 giugno 2025 rinnova il contratto fino al 2027. L'8 Luglio si dimette dalla società alabardata, che vengono prima respinte e successivamente accolte nella serata del giorno stesso.

## Palmarès

### Club

#### Competizioni giovanili
- Campionato Primavera: 1

Torino: 1990-1991

#### Competizioni nazionali
- Campionato italiano di Serie B: 1

Torino: 2000-2001

#### Competizioni internazionali
- Coppa Anglo-Italiana: 1

Genoa: 1995-1996

### Nazionale
- Campionato d'Europa Under-21: 1

Francia 1994